# Tipping point (sociologie)

En sociologie un tipping point, qu'on peut traduire par « point de basculement sociologique », « point critique sociodynamique », « seuil de tolérance » ou « angle de repositionnement », est une expression de la sociologie qui se rapporte à un moment dramatique où quelque phénomène singulier devient commun.

## Historique
Cette expression a été créée par Morton Grodzins (en), qui a étudié les voisinages d'intégration américains au début des années 1960. Il a découvert que la plupart des familles blanches restaient au sein de leur voisinage aussi longtemps que le nombre de familles noires restait comparativement très petit. Mais, à un certain point, quand « trop » de familles noires arrivaient (environ 10-20 %) par rapport à la population totale), les familles blanches restantes se retiraient en masse selon un processus qualifié de « fuite blanche ». Il a appelé ce moment le tipping point.
L'idée a été répandue et consolidée par Thomas Schelling en 1972 (prix Nobel d'économie 2005). Une idée semblable est à la base du modèle du seuil de Granovetter concernant le comportement collectif.
Le philosophe français Jean-Pierre Dupuy reprend à son compte la notion de tipping point, dans l'idée d'un seuil critique (qu'il emprunte au philosophe autrichien Ivan Illich), pour caractériser l'irréversibilité de certains phénomènes, comme la catastrophe nucléaire, une fois ce seuil franchi.

## Dans le cadre de l'atténuation du réchauffement climatique
Un article publié dans les Actes de l'Académie nationale des sciences des Etats-Unis identifie un ensemble d'éléments de basculement sociologique (Social Tipping Elements), c'est-à-dire des sous-systèmes socio-techniques-économiques particuliers dans lesquels une quantité significative de gaz à effet de serre est en jeu et dans lesquels un petit changement ou une intervention dans le sous-système peut entraîner de grands changements au niveau macroscopique. Ces petits changements quantitatifs sont des interventions de basculement sociologique (Social Tipping Interventions).
Pour parvenir à une décarbonisation mondiale rapide afin de stabiliser le climat, il est essentiel d'activer des processus de changement social et technologique rapides au cours des prochaines années. 
Ces interventions de basculement social comprennent la suppression des subventions aux combustibles fossiles et l'incitation à la production d'énergie décentralisée, la construction de villes neutres en carbone, le désinvestissement des actifs liés aux énergies fossiles, la révélation des implications morales des combustibles fossiles, le renforcement de l'éducation aux sciences du climat et à l'engagement en matière de climat et l'information du public sur les émissions de gaz à effet de serre des différents acteurs et des différents choix de vie ou de consommation,.
Selon le GIEC, cinq leviers doivent être actionnés concomitamment :
- individus (pour utiles qu'ils soient, les petits gestes ne peuvent pas tout[5]) ;
- culture (normes sociales, valeurs) ;
- entreprises (investissements) ;
- institutions (action politique) ;
- changements d’infrastructures.